# Camillus Maes

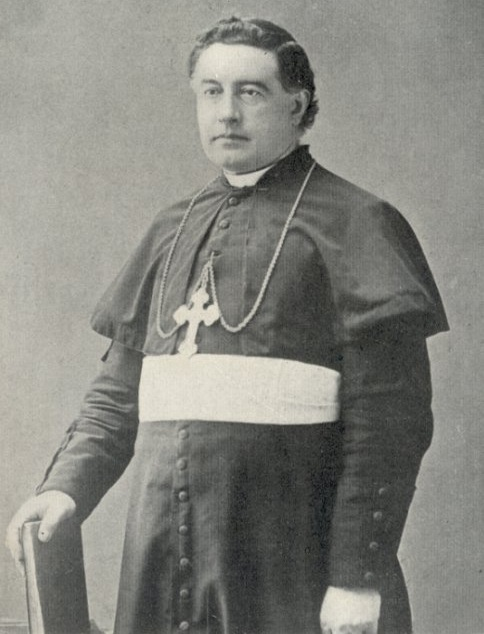
Bisschop Camillus Maes

Camillus Paulus Maes (Kortrijk, 13 maart 1846 – Covington (Kentucky), 11 mei 1915) was een Belgisch rooms-katholiek priester en een Amerikaans bisschop.

## Levensloop
Camillus Maes was een zoon van Jan-Baptist Maes en Justine Ghyoot. Het vroegtijdig overlijden van zijn ouders maakte dat hij een oom als voogd kreeg. Hij doorliep de Grieks-Latijnse humaniora (retorica 1863) aan het Sint-Amandscollege in Kortrijk. Hij trad vervolgens binnen in het seminarie van het bisdom Brugge en werd in december 1868 tot priester gewijd.
Hij had ondertussen in 1867 het seminarie verlaten en volgde zijn laatste seminariejaar aan het Amerikaans College in Leuven, met als vooruitzicht missionaris te worden in de Verenigde Staten. In mei 1869 reisde hij af en werd ingelijfd in het bisdom Detroit. Hij werd pastoor benoemd in Mount Clemens en stichtte er onmiddellijk een parochieschool.
In 1871 werd hij pastoor in Monroe op een parochie van Frans- en Engelsprekende gelovigen. In 1873 bouwde hij de Sint-Jan-de-Doperkerk voor Engelstalige gelovigen. Tijdens die periode schreef hij de biografie van Charles Nerinckx.
In 1880 werd hij benoemd tot kanselier van het bisdom en secretaris van de bisschop. In september 1884 werd hij tot bisschop van Covington benoemd en in januari 1885 gewijd. Hij zou dit ambt gedurende dertig jaar vervullen en aldus de langs besturende bisschop van Covington zijn. In 1885 telde het bisdom 38.000 gelovigen en 38 priesters, gespreid over 42 parochies. In 1915 waren het 60.000 gelovigen en 85 priesters, gespreid over 57 parochies.
Na zijn installatie stelde Maes vast dat zijn kathedraal bouwvallig was. In 1890 kocht hij een perceel grond in het centrum van Covington en stelde een architect uit Detroit aan. Voor het ontwerp vroeg hij hem zich te inspireren op de Notre-Dame in Parijs. In 1895 begonnen de bouwwerken en in 1901 werd de kathedraal ingewijd en in gebruik genomen. De afwerking gebeurde echter slechts na 2001.
Maes was een belangrijk voorstander van het katholiek hoger onderwijs. Tijdens de bisschoppenconferentie van 1884 in Baltimore sprak hij zich sterk uit voor de stichting van de Catholic University of America. Hij werd in 1887 een van de medestichters en was lid van de bestuursraad van de universiteit tot aan zijn dood. Hij was tevens lid van de beheerraad van het Amerikaans College in Leuven.
Maes had een grote devotie tot de Heilige Eucharistie. Hij was medestichter en eerste nationaal moderator van de Amerikaanse Priests' Eucharistic League en uitgever van het maandblad Emmanuel. In oktober 1895 zat hij het eerste Eucharistisch Congres voor dat plaatsvond in Washington D.C. met de aanwezigheid van meer dan 20 bisschoppen en 300 priesters. Hij werd de permanente voorzitter van de Eucharistische Congressen in de Verenigde Staten en nam deel aan Eucharistische congressen in Namen (1902), Metz (1907), Montreal (1910), Wenen (1912) en Lourdes (1914).
In 1914 maakte hij gebruik van zijn bezoek ad limina aan Rome, om naar België door te reizen. In Kortrijk moest hij vaststellen dat zijn geboortehuis door de pas ontketende oorlog was verwoest;

## Maes en Guido Gezelle
Tijdens zijn seminariejaren maakte Maes kennis met Guido Gezelle en werd vriend aan huis. Eenmaal naar Amerika vertrokken bleven beiden in contact. Maes stuurde bijdragen die verschenen in Rond den Heerd, gewijd aan vroegere Vlaamse missionarissen in Amerika en hun activiteiten.

## Publicaties
- Naar Amerika.
- Amerikaansche legenden.
- Belgische zendelingen in Amerika.
- Michigan in Amerika.
- The Life of the Reverend Charles Nerinckx, Cincinnati, 1880.
- History of the Catholic Church in Monroe City and County, Monroe, 1985.